# Auguste Lireux
Auguste Lireux, né en 1814 à Rouen et mort le 28 mars 1870 à Bougival, est un journaliste et directeur de théâtre français.

## Biographie
Lireux débute, au sortir du collège, en fondant, dans sa ville natale, un petit journal, l’Indiscret, dont le ton sarcastique et mordant lui fait de nombreux ennemis et qui lui vaut sept ou huit duels, où il est presque toujours blessé. Il y raconte les mésaventures conjugales de ses compatriotes, procédé qui lui fournit énormément de copie, mais doit y mettre fin lorsqu’un rempailleur de chaise outragé dans sa réputation lui inflige une correction qui aurait pu avoir de très graves suites si le peintre Garneray n’était venu à son secours.
Découragé, il monte, en 1841, à Paris, où il fonde la Patrie,, alors regardée comme un journal d'opposition. Il entre dans plusieurs autres journaux, dont la Revue et gazette des théâtres, qui compte alors parmi ses rédacteurs Édouard Thierry, l’administrateur du Théâtre-Français, le Courrier français (1846), à la Revue comique (1848), au Messager des théâtres, à la Séance, etc. Dans les diverses feuilles auxquelles il contribue, il se met à poursuivre de ses plaisanteries l’Odéon, où il contribue à la résurrection soudaine de la tragédie, en finissant par succéder à Violet d’Epagny à la direction, en 1843.
Il connait, en trois ans, trois grands succès : La Main droite et la Main gauche, drame en cinq actes de Léon Gozlan, joué par Marie Dorval et par Bocage ; la Lucrèce de François Ponsard et Antigone de Sophocle, traduite aussi littéralement que possible par Paul Meurice et Auguste Vacquerie, et jouée dans les conditions du théâtre antique, avec la double scène et les chœurs. La musique des chœurs est de Felix Mendelssohn, et c’est à Antigone que ce grand musicien allemand a dû d’être connu en France. Malgré ces trois grands succès, sa direction est aussi besogneuse et empêtrée que celle de son compatriote Harel. L'Odéon dépose le bilan en mai 1845 avec un déficit de 100 000 francs,. La direction l’Odéon revient à Bocage, qui n’y est pas plus heureux.
Redevenu journaliste, Auguste Lireux entre au Charivari, où il rédige en 1848, avec beaucoup de succès, le texte d'un des plus célèbres ouvrages de fantaisie satirique, illustrée par Cham : l'Assemblée nationale comique (1850, gr. in-8°). Il poursuit, dans ce bulletin, Véron de railleries si cruelles que ce dernier, pour s’y soustraire, lui offre le feuilleton dramatique du Constitutionnel avec 1 000 francs par mois, où il a pour habitude ne jamais assister aux premières : « Mon cher, disait-il à Gautier, pour juger impartialement une première représentation, il faut que je n’y sois pas allé. Autrement, cela m’influence. » Il s’occupe, par ailleurs, fort peu de la politique, qui faillit pourtant le tuer. En 1851, pendant les émeutes, de la maison qu’il habitait, on avait tiré un coup de pistolet sur un bataillon d’infanterie qui passait à ce moment sur le boulevard : la concierge à qui, selon toute probabilité, il ne payait pas exactement son terme, l’ayant désigné comme le seul auteur possible du méfait, il est mis entre quatre hommes et un caporal, et conduit dans la cour du ministère des affaires étrangères, où il aurait été fusillé, s’il n’avait été reconnu par un chef d’escadron d’état-major. Véron étant intervenu, il obtient qu’il ne soit condamné qu’à huit ans de pénitencier à Lambessa, avant que Ponsard, Augier, Maquet et Jubinal ne s’entremettent pour obtenir que sa peine soit commuée en un exil perpétuel, levé au bout de trois mois.
Dégouté de la politique, il quitte, à cette époque, le journalisme, pour se faire boursier. Alors, il s’enrichit. En 1854, il cofonde, avec Eugène Forcade et Félix Solar, la Semaine financière, association qui n’est pas sans mésaventures. Il dirige, avec Xavier Eyma et Amédée de Césena, le Journal des chemins de fer, fondé par Jules Mirès. Avec les débris de la fortune gagnée dans la Semaine financière, il se retire, pour des raisons amoureuses, à Bougival où il meurt le 28 mars 1870 en son domicile au rue de Mesmes, âgé de 56 ans seulement,.